# Mount Wedel-Jarlsberg
Mount Wedel-Jarlsberg är ett berg i Antarktis. Det ligger i Västantarktis. Nya Zeeland gör anspråk på området. Toppen på Mount Wedel-Jarlsberg är 3 505 meter över havet.
Terrängen runt Mount Wedel-Jarlsberg är huvudsakligen mycket bergig. Trakten är obefolkad. Det finns inga samhällen i närheten.